# Le Bruit des choses qui tombent
Le Bruit des choses qui tombent (titre original : El ruido de las cosas al caer) est un roman de langue espagnole, écrit par le romancier colombien Juan Gabriel Vásquez en 2011. La même année, sous le nom de plume de Raúl K. Fen, l'auteur remporte le prix Alfaguara du roman (es) grâce à ce roman. En France, le roman vaut à son auteur le prix Roger-Caillois 2012.
Le roman, qui est le premier retour de son auteur sur l'actualité brûlante de son pays d'origine, les ravages du trafic de drogue en Colombie pendant les années Pablo Escobar, est devenu un classique de la littérature colombienne sur le narco-trafic, auquel de nombreuses études universitaires ont déjà été consacrées.

## Citations
Le roman, qui raconte l'histoire d'Antonio Yammara, un avocat traumatisé après avoir assisté à l'assassinat d'un homme, débute en narrant la fugue et la mort d'un des hippopotames de Pablo Escobar :

« Le premier hippopotame, un mâle de la couleur des perles noires qui pesait une tonne et demie, mourut au milieu de l’année 2009. Il s’était échappé deux ans plus tôt de l’ancien zoo de Pablo Escobar, dans la vallée du Magdalena, et pendant cette période de liberté il avait détruit des cultures, investi des points d’eau, terrifié les pêcheurs et était même allé jusqu’à attaquer les étalons d’un élevage. Les francs-tireurs qui l’avaient pourchassé lui tirèrent une balle dans la tête et une autre dans le cœur (de calibre .375 car la peau de l’hippopotame est épaisse) ; ils prirent la pose à côté de la dépouille, grande masse sombre et rugueuse, météorite tombée du ciel et, là, devant les premières caméras et les curieux, sous un fromager qui les protégeait du soleil brûlant, ils déclarèrent que l’animal était trop lourd pour être transporté et commencèrent aussitôt à le dépecer. »